# 聂荣县
聂荣县（藏語：སྙན་རོང་རྫོང，威利转写：snyan rong rdzong，藏语拼音：Nyainrong Zong）是中華人民共和國西藏自治区那曲市的一個縣。「聂荣」藏语意为「悦耳谷」。面积9017平方公里，常住人口約3.5万人。县政府驻聂荣镇。
该县地处藏北南羌塘高原大湖盆区，平均海拔4700米左右。气候属高原亚寒带干旱季风气候，无绝对无霜期，年降水量400毫米。

## 人口
截止2020年11月1日零時，聶榮縣常住人口為35163人。

## 交通
- 主干公路： 345国道。那曲一聂荣公路和聂荣一吾拉区公路，长度分别为100公里和155公里。
- 全县的l区13乡、100多个村均通公路，通车里程达575公里。
- 乡村公路330公里。

## 行政区划
聂荣县下辖1个镇、9个乡：
聂荣镇、尼玛乡、色庆乡、桑荣乡、下曲乡、白雄乡、索雄乡、当木江乡、查当乡和永曲乡。
其中永曲乡、查当乡和当木江乡的部分行政村位于青海省境内。